# Seitan

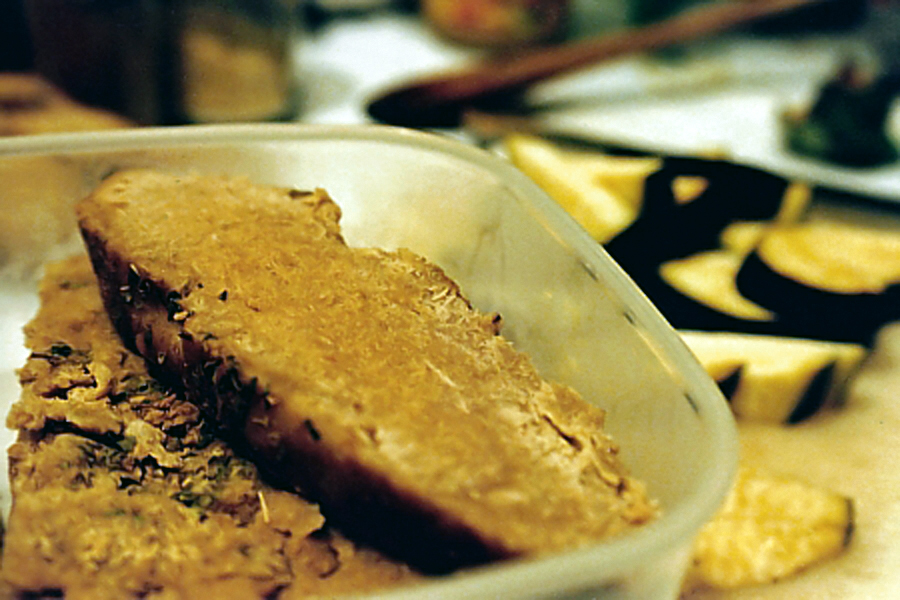
En bit seitan

Seitan är ett glutenbaserat livsmedel som används som bas i olika vegetariska köttersättningsprodukter. Den kallas ofta mock duck (engelska: 'falsk anka') eller mock chicken (engelska: 'falsk kyckling') på asiatiska restauranger. 
Seitan skall inte förväxlas med andra proteinrika vegetabiliska produkter, som tofu, quorn eller tempeh. Tofu är ett sojabaserat livsmedel och innehåller därmed andra allergener.

## Historia
Seitan uppfanns i Kina på 1000-talet. De buddhistiska munkarna letade efter något som kunde ersätta köttet i den traditionella kinesiska maten. De fann det sojaproteinbaserade tofu (kinesiska doufu, 豆腐) och det veteproteinbaserade seitan (kinesiska mianjin, 面筋).
Namnet seitan härstammar från 1960-talet, då George Ohsawa, grundaren av makrobiotik, kom på ordet. Seitan betyder "vete som sjudit i shōyu". Shōyu (kinesiska jiangyou, 酱油) är det japanska namnet för sojasås.

## Karaktär och tillagning
Seitan är fri från stärkelse och framstår som en svampig vetedeg med stor förmåga att ta upp andra smaker.
Seitan tillagas genom att man först rensar bort all stärkelse från vetemjöl så att det bara blir gluten kvar. Det gör man genom att knåda en vetedeg (mjöl och vatten) i vattenbad. När vattenbadet blivit grumligt häller man ut vattnet och häller i nytt vatten över degen. När vattnet är klart och ingen mer stärkelse kommer ut från degen kan man exempelvis låta degen sjuda i en lag av sojasås, havssalt, kombu och ingefära. Sedan den sjudit klart kan man skära upp seitandegen i olika former och marinera. Resultatet blir en köttliknande produkt som man kan använda i alla recept där kött vanligen ingår.
Man kan också spara stärkelsen och använda den som en koagulator i matlagning. Detta gör man genom att man sparar vattnet som man tvättar degen i och låter stärkelsen sjunka till botten. Sedan häller man ut vattnet så att bara stärkelsen återstår.